# コメル＝ヴェルネー
コメル＝ヴェルネー （Commelle-Vernay）は、オーヴェルニュ＝ローヌ＝アルプ地域圏、ロワール県のコミューン。ロアンヌから数kmの距離に位置する。

## 人口統計
| 1962年 | 1968年 | 1975年 | 1982年 | 1990年 | 1999年 | 2006年 | 2014年 |
| ------ | ------ | ------ | ------ | ------ | ------ | ------ | ------ |
| 836    | 912    | 1382   | 2502   | 2872   | 2792   | 2849   | 2838   |

参照元:1962年から1999年までは複数コミューンに住所登録をする者の重複分を除いたもの。それ以降は当該コミューンの人口統計によるもの。1999年までEHESS/Cassini、2006年以降INSEE。